# پورشه ۹۱۱ جی‌تی۲

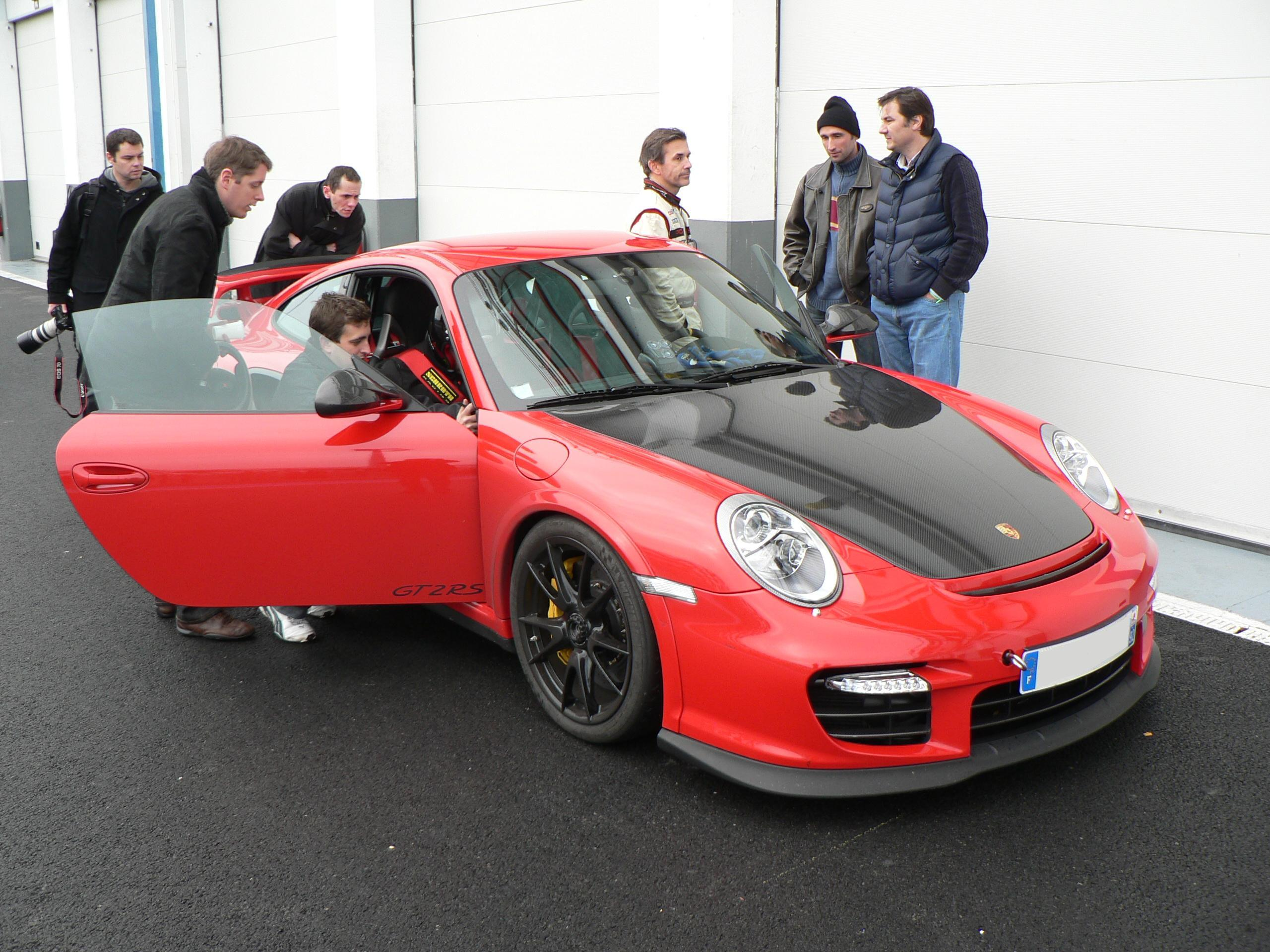
Porsche 997 GT2 RS

پورشه ۹۱۱ جی‌تی۲ (Porsche ۹۱۱ GT۲) خودرویی است که در سال‌های ۱۹۹۳ – ۲۰۱۰در اشتوتگارت، بادن-وورتمبرگ و آلمان تولید شده‌است. 
این خودرو در کلاس خودرو قرار گرفته، طراحی آن خودروهای موتور عقب-محور عقب بوده است. 